# Hill (Wisconsin)
Hill es un pueblo ubicado en el condado de Price en el estado estadounidense de Wisconsin. En el Censo de 2010 tenía una población de 333 habitantes y una densidad poblacional de 3,6 personas por km².

## Geografía
Hill se encuentra ubicado en las coordenadas 45°24′47″N 90°14′15″O / 45.41306, -90.23750. Según la Oficina del Censo de los Estados Unidos, Hill tiene una superficie total de 92.51 km², de la cual 90.83 km² corresponden a tierra firme y (1.82%) 1.68 km² es agua.

## Demografía
Según el censo de 2010, había 333 personas residiendo en Hill. La densidad de población era de 3,6 hab./km². De los 333 habitantes, Hill estaba compuesto por el 98.8% blancos, el 0% eran afroamericanos, el 0.9% eran amerindios, el 0.3% eran asiáticos, el 0% eran isleños del Pacífico, el 0% eran de otras razas y el 0% pertenecían a dos o más razas. Del total de la población el 0% eran hispanos o latinos de cualquier raza.